# Олевський Адольф Ісаакович
Шаблон:РежисерОлевський Адольф Ісаакович — український режисер-документаліст.
Народився 20 жовтня 1933 р.в місті Києві. Закінчив Херсонський державний педагогічний інститут (1955). Працював учителем. З 1964 р. — режисер «Київнаукфільму».
Створив стрічки: «Виробництво скла», «Естафета здоров'я» (1964), «Технологія кам'яної кладки», «Машини централізованого контролю», «Розповідь ветеринарного лікаря» (1965), «Тракторні причепи» (1966), «Пдрофіковані зчіпки», «Корозія металів» (1967), «Захист хімічної апаратури від корозії» (1968), «Звідки прийшло лихо» (1968), «Миронівські пшениці» (1968), «Розповідь про радянську школу», «Країна, де вчаться», «Ольвія — острів історії», «Повернемось до історії», «Профілактика висипного тифу» (1970), «Хочемо бути красивими» (1971), «Бокс» (1972), «Нагадування» (1975), «Ворог незвідки» (1976), «Секрети довголіття» (1979), «Кодекс здоров'я» (1980), «Хімічні речовини» (1981, Срібний приз Міжнародного кінофестивалю, Варна, 1981) та ін.
В 1973—1996 рр. був членом Спілки кінематографістів України. Виїхав з України.